# EG-018
EG-018は、カルバゾールベースの合成大麻で、デザイナードラッグとしてネット上で販売されている 。CB1およびCB2受容体のパーシャルアゴニストとして作用し、結合親和性はほどほどに高いが、シグナル応答を誘導する効果は低い。

## 法的位置付け
EG-018は日本では規制薬物である。